# غراهام ماثيوز (لاعب كريكت)
غراهام ماثيوز (بالإنجليزية: Graham Matthews)‏ (17 أبريل 1953 بملبورن في أستراليا - ) هو لاعب كريكت أسترالي. لعب مع فريق فكتوريا للكريكت.

## وصلات خارجية
- غراهام ماثيوز (لاعب كريكت) على موقع إي آس بي آن كريك إنفو (الإنجليزية)